# Джаспер, Герберт
Герберт Генри Джаспер (англ. Herbert Henri Jasper; 27 июля 1906 — 11 марта 1999) — канадский нейрофизиолог.

## Биография
Родился в городе Ла-Гранд, штат Орегон, США. Посещал Reed College в городе Портленд того же штата. Учился в университетах штатов Орегон и Айова, в 1931 году получил степень доктора философии по психологии в университете штата Айова. Научную деятельность начал в университетах Брауна и Мак-Гроу-Хилла (США). С 1946 профессор нейрофизиологии университета в Монреале (Канада).

## Научные интересы
Известен экспериментальными исследованиями условнорефлекторной деятельности животных на нейронном (клеточном) уровне с помощью вживления в мозг микроэлектродов. Один из пионеров клинической электроэнцефалографии. Создатель системы размещения электродов «10-20 %». Совместно с канадским нейрохирургом У. Пенфилдом разработал новые методы электродиагностики и хирургического лечения эпилепсии. Опубликованная двумя учёными в 1954 году монография «Эпилепсия и функциональная анатомия головного мозга», плод многолетнего опыта хирургической терапии эпилепсии, получила широкую известность. Герберт Джаспер также исследовал локализацию функций в головном мозге человека и проблему памяти.

## Награды
- 1972 — Офицер Ордена Канады
- 1981 — Премия Ральфа Джерарда[нем.]
- 1982 — Премия Карла Спенсера Лешли[англ.]
- 1995 — Премия Альберта Эйнштейна
- 1995 — Введён в Канадский зал медицинской славы[англ.][5]
- 1996 — Великий офицер Национального Ордена Квебека

## Сочинения
- Functional properties of the thalamic reticular system, в книге: Brain mechanisms and consciousness, Oxf., 1954;
- Эпилепсия и функциональная анатомия головного мозга человека, М., 1958 (совм. с У. Пенфилдом).
- H.H. Jasper: The ten-twenty electrode system of the International Federation in: Electroencephalogr Clin Neurophysiol, 10:371-375, 1958.
- Basic Mechanisms of the Epilepsies. Editors: Herbert H. Jasper, Arthur A. Ward and Alfred Pope. Boston: Little, Brown, 1969.